# Альваро Урібе
Альваро Урібе Велес (ісп. Álvaro Uribe Vélez; нар. 4 липня 1952) — колумбійський політик, мер Медельїна, губернатор Антіокії, тридцять перший президент Колумбії.

## Біографія

### Ранні роки життя
Альваро Урібе був першою з п'яти дітей Альберто Урібе Сьєрра та Лаури Велес. Його батько був багатим землевласником, а мати працювала у міській управі. Дитинство Альваро провів на ранчо батьків на південному сході департаменту Антіокія. Вихованням дітей займалася його мати — Лаура Велес, вольова та працьовита жінка, яка також була активна у русі за розширення прав жінок Колумбії. У 10-річному віці Альваро переїхав до Медельїну — столиці провінції Антіокія, та другого за величиною міста Колумбії. У Медельїні він вчився спочатку у єзуїтській школі, а потім у школі ордена бенедиктинців, де відзначився наполегливістю та працьовитістю. У 1970 р. Альваро закінчив Інститут Хорхе Робледо, де навчався так добре, що закінчив його достроково і став одним з найкращих випускників закладу.
У 1970 р. Альваро вступив до Університету Антіокії — там він вивчав юриспруденцію і політичні науки. За академічні успіхи отримував стипендію від університету. Ще студентом став членом молодіжного крила Колумбійської ліберальної партії, цікавився революційними рухами та ідеологією марксизму, анархізму. Проте в марксистських та революційних рухах участі не брав, поступово став прихильником поширення прав людини та ліберальної економіки. У 1993 р. прослухав курс по адміністративному управлінню та конфліктології у Гарвардському університеті. 1998 року отримав стипендію від Британської Ради і певний час викладав в Оксфордському університеті.

### Політична діяльність

#### Мер Медельїна
Ще студентом Урібе почав працювати у декількох юридичних фірмах Медельїна. Коли він отримав диплом юриста у 1977 р. почав працювати в міністерстві праці. У цей час одружився з Ліною Морено, філософом за фахом. За призначенням президента країни у 1980—1982 рр. Альваро Урібе працював директором цивільної авіації Колумбії. На цій посаді він сприяв побудові нових аеропортів у різних містах країни, зокрема другого аеропорту у столиці. Від Колумбійської ліберальної партії обирався до міської ради Медельїну. У 1982 році Альваро Урібе був призначений на посаду мера міста Медельїна. У 30-річному році став одним з наймолодших мерів; перебуваючи на цій посаді лише п'ять місяців запровадив низку реформ та нововведень у місті. Однією з його ініціатив був проєкт «Медельїн цивільний», спрямований на подолання бідноти та будівництва дешевого житла. За час перебування на цій посаді він добився будівництва у Медельїні метрополітену — єдиного в країні. У своїй діяльності на посаді мера Урібе вдалося налагодити добрі стосунки і з представниками кримінального наркокартелю Медельїна, зокрема з Пабло Ескобаром, Карлосом Ледером та Фабіо Очоа Рестрепо. Ці стосунки дали підстави для звинувачень у зв'язках із наркомафією Колумбії, які сам Урібе завжди заперечував.

#### Сенатор та губернатор Антіокії
У 1983 р. під час невдалої спроби викрадення, бойовиками ФАРК було вбито його батька. Альваро успадкував великі маєтки та підприємства, однак був вимушений продати більшість з них та зосередитися на політичній діяльності. У 1984—1986 рр. був членом міської ради Медельїна, пізніше балотувався на посаду сенатора парламенту країни від ліберальної партії. На цій посаді він підтримував проведення пенсійної реформи, запропонував закон про фінансування футбольних клубів, сприяв проведенню реформи профспілок. У 1995 р. був обраний на посаду губернатора департаменту Антіокії. Виборчий процес супроводжувався скандалами — його прихильників було звинувачено у підтасовці результатів виборів. На цій посаді він відзначився заходами із залучення громадян до прийняття рішень важливих для життя громади. За час його губернаторства з 1995 р. до 1997 р., за офіційними даними йому вдалося зменшити бюрократичний апарат, укріпити інфраструктуру департаменту, збільшити кількість робочих місць для молоді. Також він вживав рішучих заходів для боротьби з викраденнями людей терористичними угрупуваннями. За його ініціативи створювались «комітети пильних» — т. зв. (CONVIVIR), дружини озброєних громадян, які допомагали армії та поліції боротися з викраденнями людей та організованими кримінальними угрупуваннями. За цей час викрадення людей зменшилися на 60 %, однак діяльність добровільних дружин піддавалася критиці, оскільки від їх діяльності часто страждали й невинні люди. Згодом з'явилися підозри у зв'язку добровільних дружин з воєнізованими з'єднаннями Колумбії, відомі своєю жорстокістю щодо мирного населення і «комітети пильних» були поступово розпущені.

#### Президент Колумбії

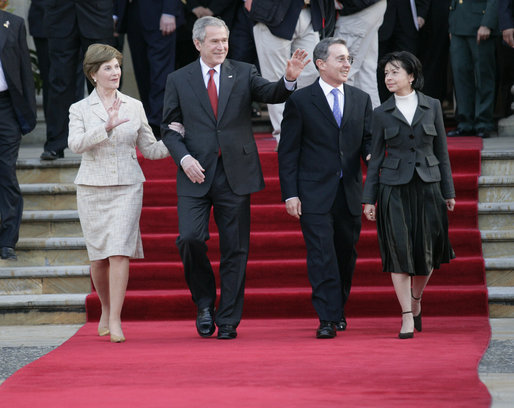
Президент Альваро Урібе та Президент Джордж Буш з дружинами.

Після закінчення терміну на посаді губернатора у 1997 р. Альваро Урібе став незалежним політиком і поступово відійшов від Колумбійської ліберальної партії. Тільки у 2002 р. він вирішив балотуватися на посаду президента країни, як незалежний кандидат у рамках свого новоствореного руху «Спочатку Колумбія». Причиною виходу з КЛП стала незгода з політикою тодішнього президента країни — Андреса Пострани, який вважав необхідною політику діалогу з повстанцями ФАРК. Урібе, натомість, виступав з жорстких, непримиренних позицій і наполягав на рішучих діях з обмеження діяльності ФАРК, а не діалозі. На початку передвиборчої кампанії у 2001 р. тільки 2 % підтримували Урібе, однак його популярність стрімко зросла, коли стала ясною невдача уряду контролювати діяльність та терор як повстанців, так і воєнізованих з'єднань, які їм протистояли. У першому турі виборів 26 травня 2002 р. Альваро Урібе переміг з 53 % голосів і став 56-м президентом Колумбії.
З самого початку своєї діяльності на посаді президента Колумбії Урібе користувався надзвичайно високим рівнем підтримки населення країни: політику уряду підтримували близько 70 %населення — більше ніж у будь-якій іншій латиноамериканській країні. Така популярність уряду була пов'язана передусім завдяки рішучим діям з приборкання діяльності повстанських організацій та по встановленню влади на місцях. За час його президентства кількість терористичних актів зменшилася на 50 %, відновився рух на автомобільних шляхах у провінції, який був обмежений діяльністю терористів, почалося певне покращення економічного становища завдяки заходам уряду по підтримці макроекономіки країни. Іншим чинником, який впливав на популярність президента були його особисті якості працьовитого і відкритого політика.
Такі досягнення уряду дозволили Урібе легко виграти й наступні президентські вибори у 2006 р. Він переміг з високим показником 62 % голосів і став першим політиком країни за останні сто років, який був переобраний на президентську посаду. Незважаючи на підтримку електорату та надзвичайну популярність, політика уряду стосовно підтримки терористичних воєнізованих з'єднань, які виступали проти ФАРК, піддавалася критиці як в Колумбії, так і за кордоном. Конституційний суд засудив діяльність воєнізованих організацій і уряд почав вживати дійових заходів з ліквідації їхньої діяльності. Останні з'єднання праворадикальних воєнізованих з'єднань були розпущені у лютому 2007 р.
У зовнішній політиці уряд Урібе підтримував політику США в регіоні та світі, виступив з підтримкою боротьби США з наркоторгівлею, у війні з Іраком. У відповідь на підтримку американської політики, Колумбія користувалася безпрецедентною фінансовою, політичною та військовою підтримкою США. Уряд Урібе вживав рішучих заходів не тільки проти ліворадикальних повстанців ФАРК, але й проти наркоторгівлі. У своїх заходах по боротьбі з повстанцями Урібе іноді робив занадто рішучі кроки, які ставили під загрозу стосунки Колумбії з її сусідами. Так у 2008 р. за ініціативи уряду був здійснений рейд на територію сусіднього Еквадору і знищений другий за важливістю повстанець ФАРК. Така дія збройних сил Колумбії на території іншої країни призвела до кризи у стосунках з Еквадором та Венесуелою, що мало не переросло до збройного конфлікту між цими країнами. На зустріч Групи Ріо у Домініканській республіці, Альваро Урібе був вимушений персонально вибачитися за рейд і шукати компромісу у стосунках з сусідами.